# Drapeaux et emblèmes des régions d'Éthiopie
L’Éthiopie est actuellement divisée en douze régions et deux villes à charte. Chaque région ou ville à charte possède son propre drapeau et son propre emblème.

## Drapeaux régionaux
| Drapeau | Date d'adoption | Région                | Description |
| ------- | --------------- | --------------------- | --- |
|         |                 | Addis Abéba           | [ 1 ] |
|         | 2012            | Afar                  | Le drapeau est composé d'un triangle rouge au mât et de trois bandes horizontales bleues, blanches et vertes au battant. L'emblème régional est placé au centre de la bande blanche. |
|         |                 | Amhara                | Le drapeau de l'Amhara est doré avec une large diagonale rouge au centre, chargée d'une étoile dorée au centre.                                                                      |
|         |                 | Benishangul-Gumuz     | Le drapeau de Benishangul/Gumuz est un drapeau tricolore horizontal noir, or et vert avec un triangle rouge basé sur le guindant.                                                    |
|         | 2023            | Éthiopie du Centre    | [ 5 ] |
|         |                 | Dire Dawa             | [ 6 ] |
|         |                 | Gambela               | [ 7 ] |
|         |                 | Harar                 | [ 8 ] |
|         |                 | Oromia                | [ 9 ] |
|         |                 | Sidama                | [ 10 ] |
|         |                 | Région somali         | [ 11 ] |
|         | 2023            | Éthiopie du Sud       | [ 12 ] |
|         |                 | Éthiopie du Sud-Ouest | [ 13 ] |
|         |                 | Tigré                 | [ 14 ] |

## Emblèmes régionaux

Addis-Abeba
Région Afar
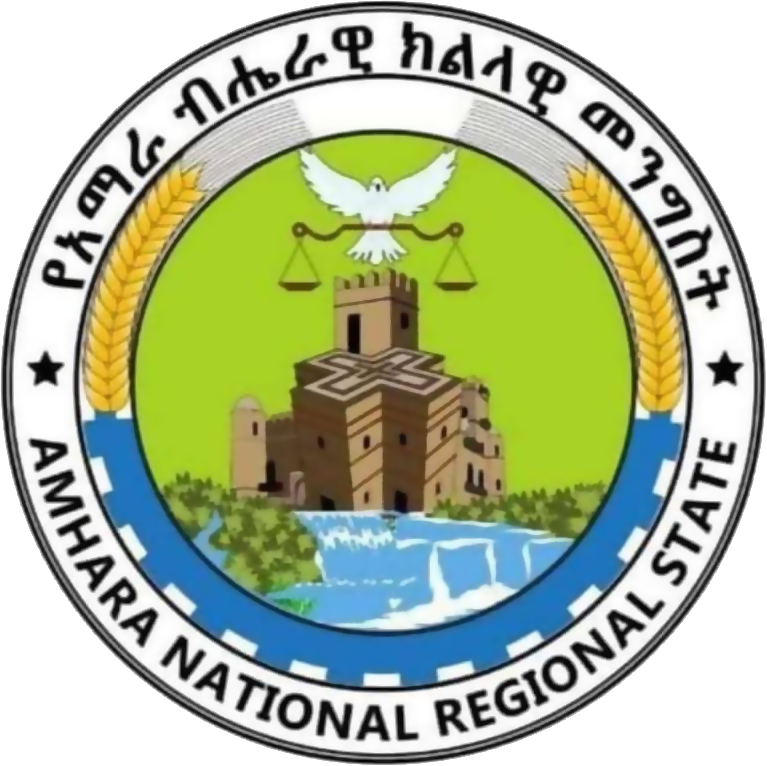
Région amhara
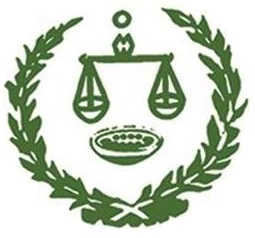
Région de Benishangul-Gumuz
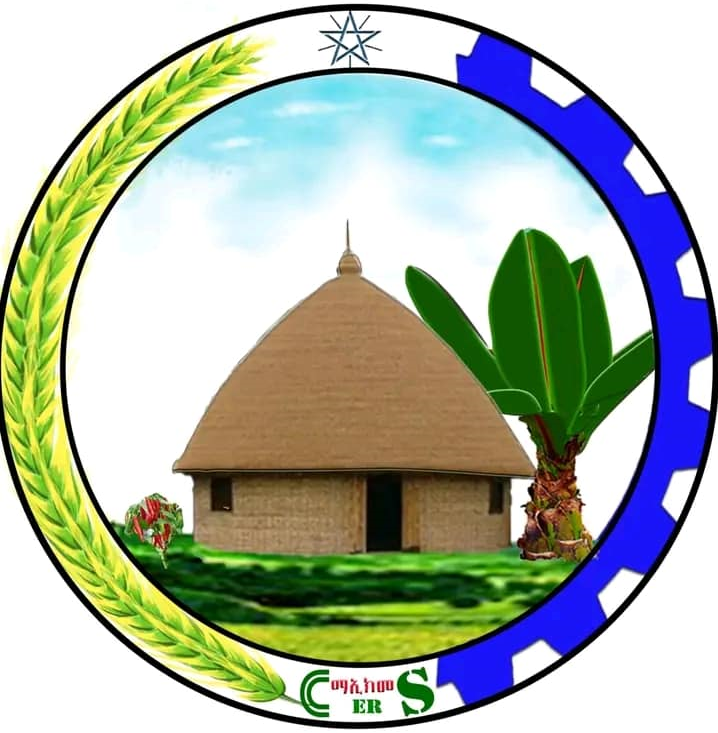
Éthiopie du Centre
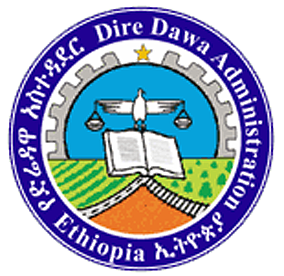
Dire Dawa
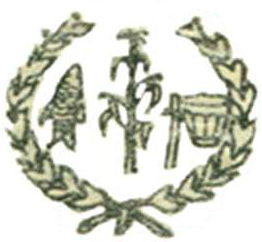
Région de Gambela
Région de Harar
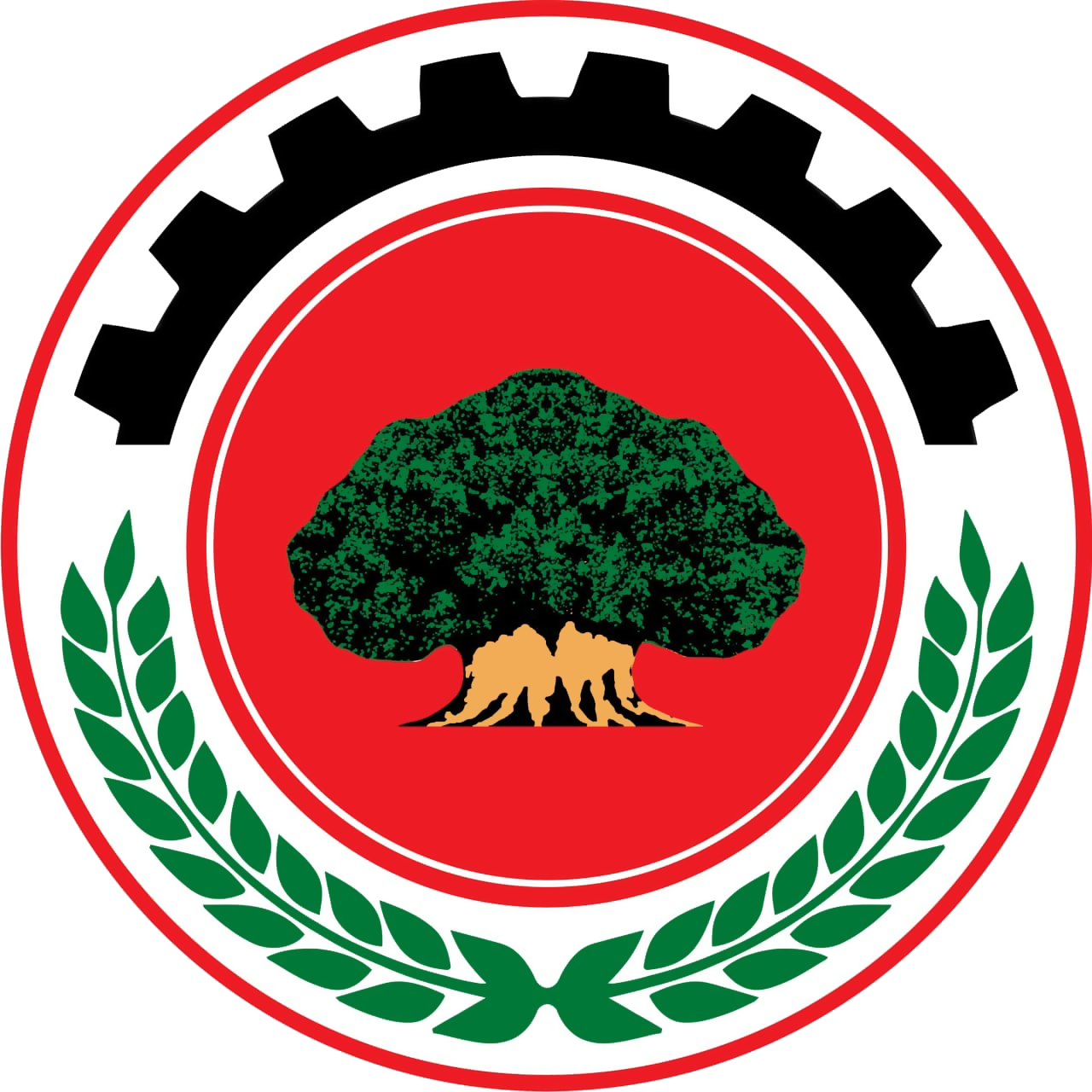
Région d'Oromia
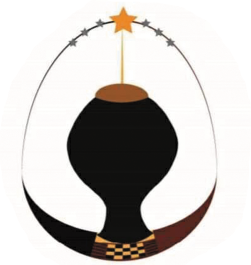
Région de Sidama
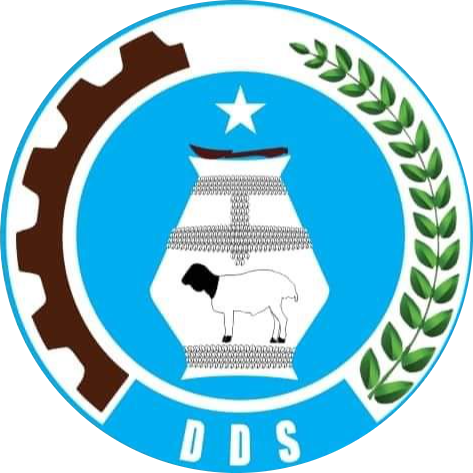
Région somali
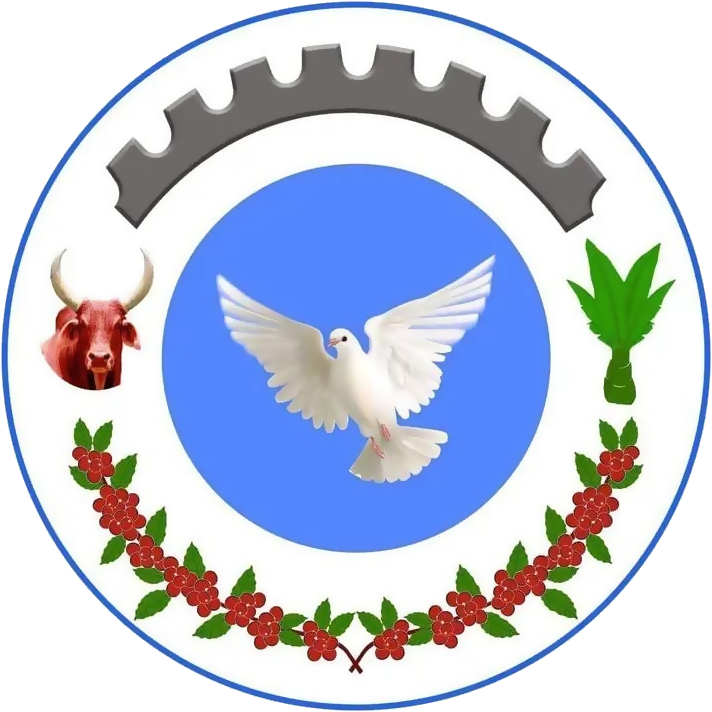
Éthiopie du Sud
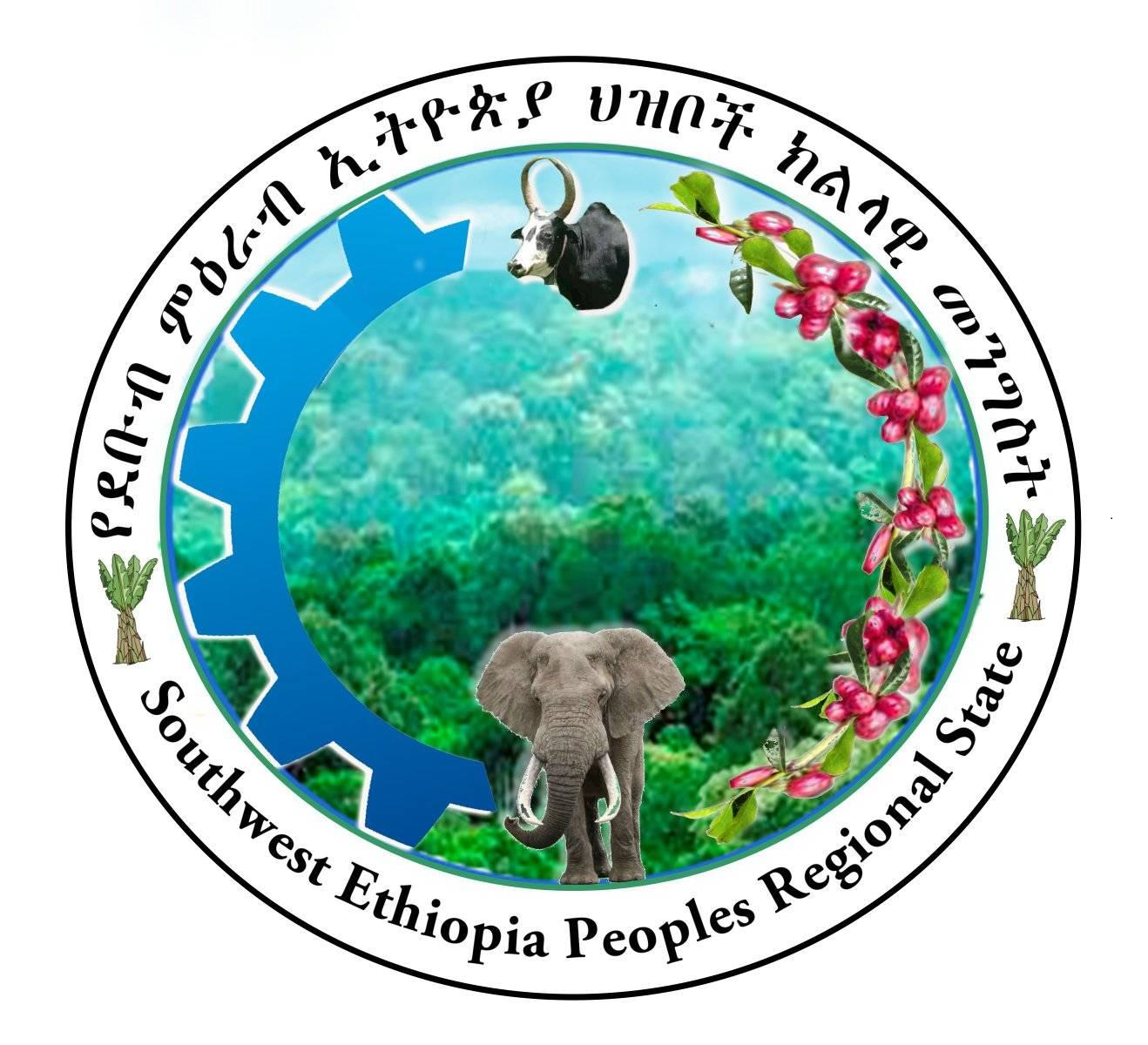
Éthiopie du Sud-Ouest
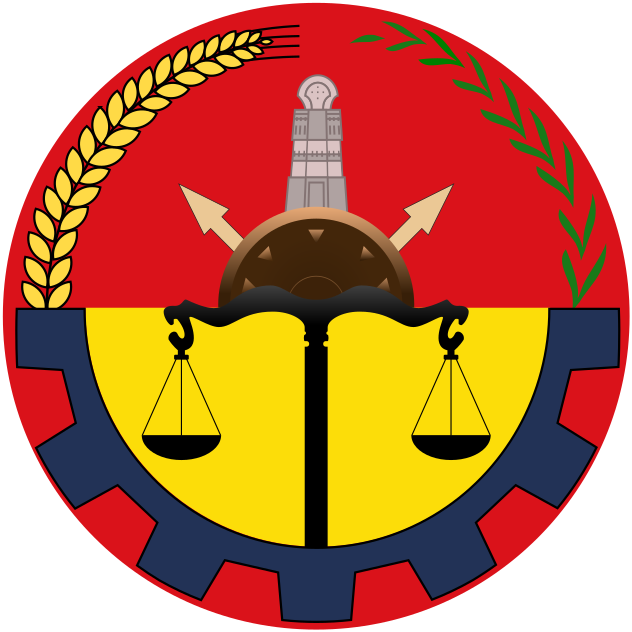
Région du Tigré

## Anciennes régions

Drapeau de la région des nations, nationalités et peuples du Sud[15]
Emblème de la région des nations, nationalités et peuples du Sud